# Сан-Николас-де-Бари
Сан-Никола́с-де-Ба́ри (исп. San Nicolás de Bari) — город и муниципалитет провинции Маябеке на западе Кубы.
В городе есть аэропорт и музей, основанный в 1982 году.

## Население
Население в 2004 году составило 21 563 человека.

## История
Муниципалитет юридически был создан в 1912 году.
В 1846 году поселение состояло из 5 каменных домов, 8 деревянных и черепичных и 5 из гуано. В деревне проживало 86 белых жителей, 11 свободных цветных и 17 рабов.